# Lucien Lippert
Lucien Lippert (ur. 25 sierpnia 1913 w Arlon, zm. 13 lutego 1944 w rejonie Czerkas w ZSRR) – belgijski wojskowy, dowódca Legionu Walońskiego, a następnie 5 Ochotniczej Brygady Szturmowej SS „Wallonien” podczas II wojny światowej.

## Życiorys
W okresie międzywojennym służył w armii belgijskiej. Po podbiciu Belgii przez Niemców podjął kolaborację z okupantami. Był jednym z pierwszych ochotników, którzy wstąpili do nowo formowanego Legionu Walońskiego, wchodzącego w skład Wehrmachtu jako 373 Batalion Piechoty. Otrzymał stopień Oberleutnanta. Jako monarchista i zwolennik utrzymania jedności Belgii zamierzał zrównoważyć wpływy rexistów i ich przywódcy Leona Degrelle’a, wyznających koncepcje separatystyczne. W listopadzie 1941 r. Legion trafił na front wschodni na Ukrainie. W maju lub czerwcu 1942 r. L. Lippert objął dowództwo Legionu. W czerwcu 1943 r., po włączeniu jednostki w skład Waffen-SS, awansował na SS-Sturmbannführera, a wkrótce został dowódcą 5 Ochotniczej Brygady Szturmowej SS „Wallonien”, przydzielonej do 5 Dywizji Pancernej SS „Wiking”. W czasie walk na froncie wschodnim awansował na SS-Obersturmbannführera. 13 lutego 1944 r. zginął w rejonie Czerkas (tzw. kocioł czerkaski). 20 lutego tego roku został odznaczony pośmiertnie wysokim odznaczeniem wojskowym.